# Chloraspilates minima
Chloraspilates minima là một loài bướm đêm trong họ Geometridae.